# Relaskop

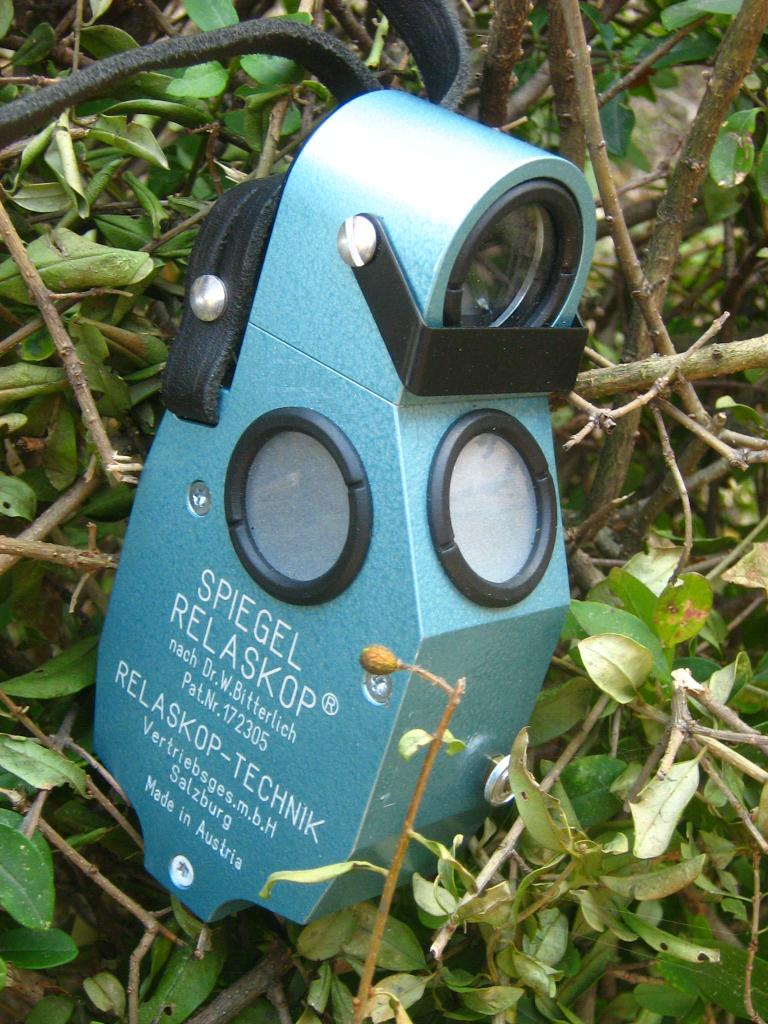
Spegelrelaskop.

Relaskop är ett instrument som används för att bestämma grundyta i skogsbestånd vid skogsuppskattning. Grundytan är summan av alla trädstammars genomskärningsarea vid höjden 1.3 meter, inom ett område med arealen 1 hektar.    

## Bakgrund
Relaskopet uppfanns av Österrikaren Walter Bitterlich på 1930-talet. Instrumentet kom snabbt att få stort genomslag i skogsbruket på grund av sin enkelhet. Grundytan i ett bestånd bestäms genom att endast räkna antalet träd som fyller ut instrumentets spalt från en given mätpunkt. Metoden har stor användning än idag (2018), även om moderna tekniker för skogsuppskattning innebär att betydelsen av relaskopmätning minskar. Relaskopet kan utnyttjas för flera syften. En vanlig tillämpning är att ett skogsbestånds virkesvolym bestäms med hjälp av en tabell som har grundyta och medelhöjd som ingångsvariabler.      

## Instrumentet
Ett relaskop består ofta av en enkel plastbricka med en 1 cm bred spaltöppning. Till spalten är normalt kopplat en 50 cm lång kedja. Vid förhållandet 1:50 mellan spaltbredd och kedjelängd har relaskopet räknefaktorn 1, d.v.s. grundytan erhålls som summan av antalet räknade stammar som fyller spalten. Vid andra förhållanden mellan spaltbredd och kedjelängd erhålls andra räknefaktorer. I tät skog används t.ex. ofta räknefaktorn 2, vilket innebär att antalet räknade träd ska multipliceras med 2 då grundytan beräknas.  
I Sverige används normalt enkla instrument av ovan beskrivet slag. I andra länder, särskilt där skogarna är mycket kuperade, används istället optiska instrument som korrigerar för att marken inte är plan. Utan sådan korrektion blir grundytebestämningen behäftad med systematiska fel. Bilden till denna artikel är ett exempel på ett sådant instrument, ett s.k. Spegelrelaskop. Med denna typ av instrument kan även trädets diameter vid olika höjder längs stammen mätas. 

## Statistiska principer
Relaskopets teori härleds enklast genom s.k. stickprovsteori, där det visar sig att sannolikheten för att ett träd ska bli medräknat vid relaskopering är proportionell mot dess genomskärningsarea vid höjden 1.3 meter. Vid bestämning av grundyta bör man också ta hänsyn till att grundytan varierar mellan olika delar av ett bestånd, vilket innebär att noggrannheten i bestämningen av grundyta ökar ju fler mätningar som genomförs.